# Zbrodnia w Uhryńkowcach
Zbrodnia w Uhryńkowcach - zbrodnia popełniona przez oddziały UPA i SKW na Polakach we wsi Uhryńkowce położonej w dawnym powiecie zaleszczyckim województwa tarnopolskiego, na terenach zajętych przez Armię Czerwoną.
Polacy w Uhryńkowcach nie spodziewali się napadu i nie podjęli obrony, pomimo posiadania pewnej ilości broni, ponieważ otrzymali gwarancje bezpieczeństwa od UPA. Ich przekonanie o tym, że nic im nie grozi ze strony Ukraińców, wynikało także z tego, że w czasie okupacji niemieckiej wstawili się u Niemców za kilkunastoma ukraińskimi sąsiadami, których aresztowano w związku z niewywiązaniem się z obowiązkowych dostaw.

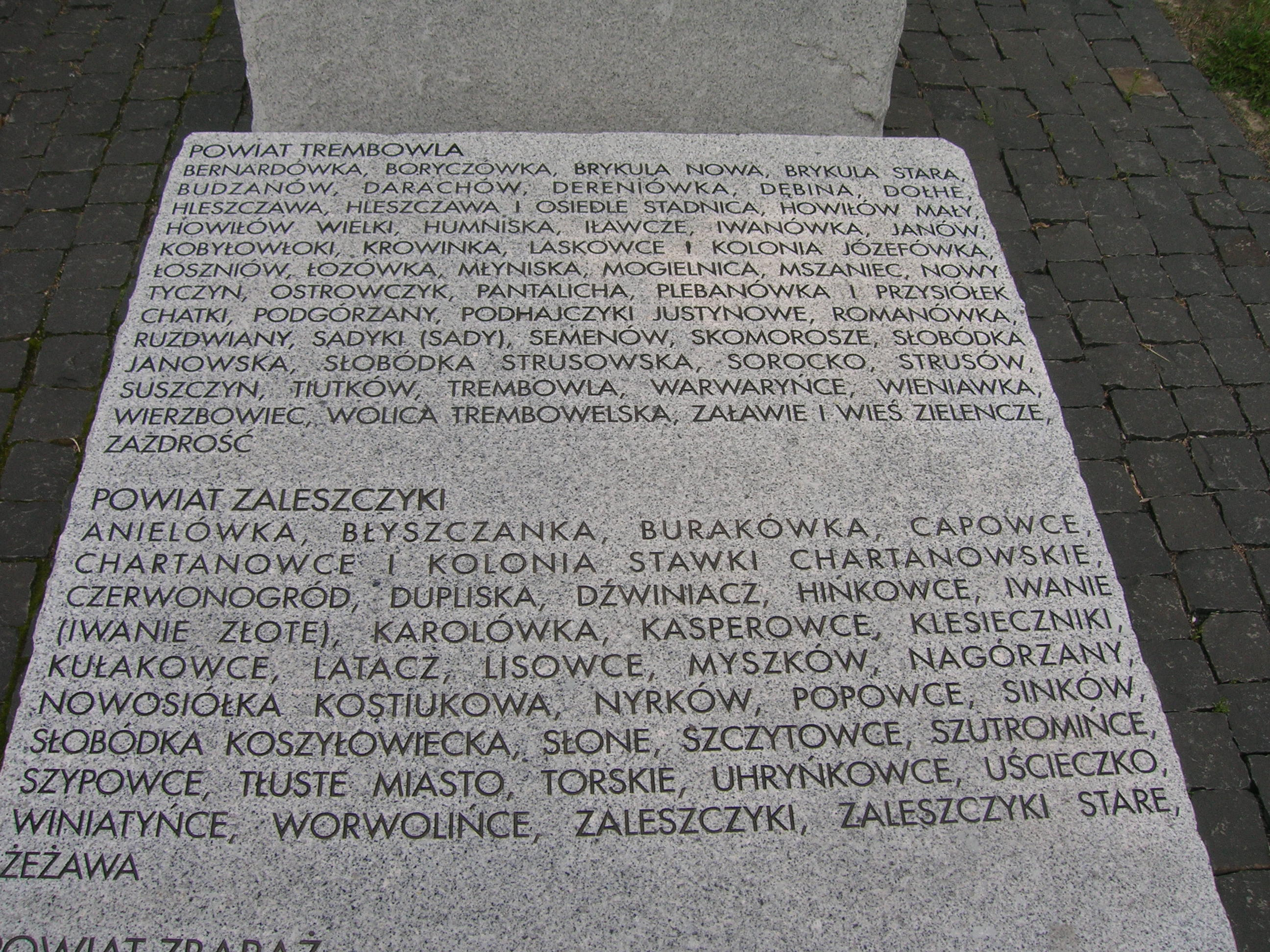
Tablica Pomnika ofiar zbrodni dokonanej na obywatelach polskich przez OUN-UPA wymieniająca Uhryńkowce

Według świadectw zgromadzonych przez Stowarzyszenie Upamiętniania Ofiar Zbrodni Ukraińskich Nacjonalistów Uhryńkowce zostały zaatakowane przez 200-osobową grupę partyzantów UPA i uzbrojonych chłopów ukraińskich w nocy z 31 grudnia 1944 na 1 stycznia 1945 roku. Zdaniem Damiana K. Markowskiego do napadu doszło w nocy z 30 na 31 grudnia 1944 roku. 
Polaków mordowano bez względu na płeć i wiek, głównie za pomocą siekier, wideł i innych ostrych narzędzi; do uciekających strzelano. Jednocześnie podpalano zabudowania, stąd część ofiar zginęła w płonących budynkach. Wszystkie polskie domy zostały spalone.
Według Damiana K. Markowskiego podczas tego napadu zabito co najmniej 52 Polaków. Henryk Komański i Szczepan Siekierka podawali liczbę około 150 zamordowanych osób, w tym 81 znanych z nazwiska.
Śledztwo IPN w sprawie zbrodni ludobójstwa popełnionych przez nacjonalistów ukraińskich w okresie od 1939–1945 r. na obywatelach polskich – mieszkańcach b. pow. Zaleszczyki, woj. tarnopolskiego (sygn. akt. S 74/02/Zi) wymienia Uhryńkowce jako miejsce zbrodni o szczególnym okrucieństwie.